# John Dormand, Baron Dormand of Easington
John Donkin Dormand, Baron Dormand of Easington (* 27. August 1919 in Haswell, County Durham; † 18. Dezember 2003 in Peterborough, Cambridgeshire), bekannt als Jack Dormand, war ein britischer Pädagoge und Politiker der Labour Party. Er stammte aus dem Kohlenbergbaugebiet Easington in der County Durham in Nordostengland und war Parlamentsabgeordneter des Wahlkreises Easington von 1970 bis zu seiner Pensionierung im Jahr 1987.
Dormand wurde als „Mitte-rechts-Sozialist alter Schule“ beschrieben. Er war ein Arbeiterkind und brachte es über den Besuch des Gymnasiums zum Studium in Oxford und Harvard sowie zu einer Karriere als Schulleiter, bevor er im Alter von 50 Jahren in das Parlament einzog, wo er als Anwalt für Bildung und die Bergbaureviere auffiel. Zwar erreichte er nie ein Ministeramt, spielte aber als geschickter Verwaltungsbeamter in den 1970er Jahren eine bedeutende Rolle als Whip (in etwa die Funktion eines parlamentarischen Geschäftsführers) der damals regierenden Labour Party sowie in den 1980er Jahren als Fraktionsvorsitzender seiner nun in der Opposition befindlichen Partei. Er war ein Atheist und entschiedener Republikaner. Nur widerstrebend akzeptierte er seine Erhebung zum Life Peer, als er sich aus dem House of Commons zurückzog, und er arbeitete dann als Peer engagiert bis zu seinem 16 Jahre später erfolgten Tod.

## Frühes Leben
Dormand wurde nahe Easington im Arbeiterverein des Dorfes Haswell geboren, wo sein Vater Bernard, ein früherer Bergmann, Aufseher war. Er besuchte die in dieser Gegend gelegene Wellfield Grammar School. Obwohl er später Rugby spielte, war er in seiner Jugend ein sehr guter Fußballer, sodass er Probetrainings bei Manchester United und Charlton Athletic absolvieren konnte. Sport nahm während seines ganzen Lebens einen bedeutenden Stellenwert ein. So blieb er bis zu seinem Tod Mitglied des Houghton-le-Spring Rugby Club sowie des Burnmoor Cricket Club und spielte beide Sportarten noch bis zu einem Alter von 63 Jahren.
Nach seiner Ausbildung zum Lehrer am Bede College der University of Durham wurde Dormand während des Zweiten Weltkriegs nicht zum Militärdienst einberufen, weil der Lehrberuf eine Unabkömmlichkeitsstellung bedeutete. Nach dem Kriegsende steigerte er seine Qualifikation, indem er 1947 das Postgraduate Certificate in Education (PGCE) am Loughborough College erwarb. In den 1950er Jahren studierte er am St Peter’s College der University of Oxford. Er erlangte dort ein Diplom der öffentlichen und der Sozialverwaltungslehre mit Auszeichnung und gewann in seinem zweiten Studienjahr (1954) ein Fulbright-Stipendium für die Harvard University, wobei er ein Freund des späteren US-amerikanischen Senators Edward Kennedy wurde.
Von 1940 bis 1948 arbeitete Dormand als Lehrer in der Bergbaugemeinde Easington und unterrichtete an der Hordern Modern School sowie an seiner alten Schule, die nun Wellfield A.J. Dawson Grammar School hieß. 1948 gab er die Lehrtätigkeit auf und nahm eine Stelle als Bildungsberater des Rats der County Durham sowie anschließend 1957 als Berater des National Coal Board (NCB) an. Letztgenannten Posten behielt er nur zwei Jahre und kehrte dann nach Durham zurück, um als Erwachsenenbildungsveranstalter zu fungieren. 1963–70 bekleidete er das Amt eines Direktors für Bildung des Easington Rural District Council. Er war auch Präsident des für die Region Easington zuständigen Zweiges der englischen Lehrergewerkschaft.

## Politische Laufbahn
Dormand war bereits im Alter von 18 Jahren der Labour Party beigetreten. Als 26-Jähriger wurde er in den Gemeindevorstand von Haswell gewählt und als 30-Jähriger in den Easington Rural District Council.
Emanuel Shinwell, der damals bereits 85-jährige Labour-Parlamentsabgeordnete für den Wahlkreis Easington, kündigte 1969 an, dass er bei der nächsten Unterhauswahl nicht mehr kandidieren werde. Dormand, der während der gesamten 1960er Jahre als Sekretär der Constituency Labour Party Easingtons fungiert und als Shinwells mutmaßlicher Nachfolger gegolten hatte, wurde als neuer Labour-Kandidat für den praktisch vollkommen sicheren Parlamentssitz aufgestellt. (Shinwell war 1966 mit über 80 % Stimmenanteil wiedergewählt worden.) Bei den Unterhauswahlen vom Juni 1970, die  Harold Wilsons Labour-Regierung verlor, konnte Dormand mit einer kaum geringeren Zustimmung von 79,8 % ins House of Commons einziehen.

### Bildung
Dormands Antrittsrede vom 8. Juli 1970 stellte das Thema der Bildung, die Bedürfnisse Durhams als „Ausnahmegebiet“ und insbesondere die als „langsame Lerner“ klassifizierten Personen in ihren Mittelpunkt. Diese Rede fand viel Anklang und die damalige Bildungsministerin Margaret Thatcher machte sich dazu eigene Notizen. Der frisch gekürte Parlamentarier befürwortete eine Gesamtschulerziehung und im Juli 1973 verlangte er die Abschaffung von Privatschulen, wobei er insbesondere diejenige Labour-Abgeordneten attackierte, die ihren Kindern Privatschulunterricht angedeihen ließen.
Dormand lehnte Großbritanniens Mitgliedschaft in der Europäischen Wirtschaftsgemeinschaft (EWG) ab und trat zur Zeit des im Juni 1975 abgehaltenen Referendums über diese Mitgliedschaft für einen Austritt des Vereinigten Königreichs aus der EWG sowie dessen Wiedereintritt in die Europäische Freihandelsassoziation (EFTA) ein. Seine Hauptarbeit in der Opposition leistete er als Mitglied des sich mit der verstaatlichten Industrie befassenden Sonderausschusses. Seine hierbei unter Beweis gestellten Kenntnisse und inquisitorischen Fähigkeiten verschafften ihm die Achtung des im Ausschuss sitzenden linksgerichteten Abgeordneten Ian Mikardo. Im Februar 1972 forderte er Arbeitsplätze für entlassene Bergarbeiter. 1973 wurde er Sekretär der Nördlichen Gruppe der Labour-Fraktion.

### Republikanismus
Dormand beschrieb sich später als „Republikaner, solange ich mich zurückerinnern kann, an Politik interessiert gewesen zu sein“, und er war ein altgedienter Sekretär der parteiübergreifenden parlamentarischen republikanischen Gruppe.  Als Gegner der Monarchie äußerte er 1971, dass „das gesamte königliche Establishment von der Königin abwärts schon morgen vollkommen verschwinden könne“. Im Februar 1973 dehnte er seine Kritik auf die erbliche Baronie aus. 1974 legten Dormand und der Labour-Abgeordnete Willie Hamilton den vorgeschriebenen Treueeid auf die Königin ab, gaben dann aber zu, dass sie es nicht ernst gemeint hatten. Im gleichen Jahr tadelte Dormand die Zahl der Hofbediensteten, die auf den halbjährlichen Vorschlagslisten für Ordensverleihungen aufgeführt wurden; stattdessen verlangte er, dass auch Bergmänner geehrt werden sollten, weil sie dessen ebenfalls genügend würdig wären.

### Whip der Labour Party als Regierungspartei
Die Labour Party kam durch die Unterhauswahlen vom Februar 1974 wieder an die Regierung und Dormand wurde zum stellvertretenden Whip unter Bob Mellish ernannt. Nach einer Umbesetzung im Gefolge der Wahlen vom Oktober 1974 stieg er zum Lord des Schatzamtes (vollwertigen Whip) auf.
Das Amt des Whips erforderte normalerweise die Bewahrung von Stillschweigen im House of Commons, aber Dormand sah sich im Februar 1976 mit einer schwierigen Situation konfrontiert, die ihn zur Abgabe einer Erklärung nötigte. Die konservative Opposition hatte ein Tadelsvotum gegen den Wirtschaftsminister Eric Varley anberaumt und die Reduzierung von dessen Gehalt auf 1000 Pfund gefordert. Dormand wurde als einer der Stimmenzähler nominiert, doch sowohl er als auch sein konservativer Gegenspieler verzählten sich. Als Mellish dieses Missgeschick dem Präsidenten des Unterhauses meldete, billigte Letzterer die Abhaltung einer neuen Abstimmung. Zur Bestürzung Dormands waren viele Labour-Parlamentarier nicht bis zur Verkündigung des Wahlergebnisses geblieben und daher nicht mehr bei der zweiten Abstimmung anwesend, sodass diese von den Konservativen mit einer Mehrheit von fünf Stimmen gewonnen wurde. Die Regierung entschied indessen, dass das Ergebnis nicht die wahre Meinung des Unterhauses widerspiegle und kippte das Votum einige Tage später.
Als James Callaghan 1976 Wilson als Premierminister nachfolgte, trat Mellish zurück und wurde durch Michael Cocks ersetzt. Innerhalb der Funktionen des Whips erhielt Dormand nun das Amt des Pairing Whip. In dieser Rolle hatte er mit Mitgliedern gegnerischen Parteien zu vereinbaren, dass sie im Fall notwendiger Abwesenheiten einzelner Abgeordneter vom Parlament gemeinsam Abstimmungen fernblieben, um die Mehrheitsverhältnisse nicht zu verfälschen. Der Innenminister Merlyn Rees hätte lieber Dormand als Cocks zum Chief Whip (ersten parlamentarischen Geschäftsführer) ernannt gesehen.
Da die geringfügige Regierungsmehrheit schließlich durch Niederlagen bei Nachwahlen verlorenging, spielte Dormand in seiner Eigenschaft als Pairing Whip eine Schlüsselrolle und trug wesentlich dazu bei, dass die Regierung sich dennoch an der Macht halten konnte. Er erzählte Wilson, dass er „am Ende des Tages zu todmüde war“, um die sich bei den spätabendlichen Abstimmungen abspielenden Szenen zu vermerken. Laut einem Bericht der Sergeant-at-Arms vom Januar 1978 half Dormand bei der Vereitlung der Durchführung einer der Voten im Hammelsprung mit, um die Abstimmung über eine von der Regierung eingebrachte Gesetzesvorlage, die eine Übertragung von Vollmachten an Schottland vorsah, zu verhindern.
Bei freien Abstimmungen ohne Fraktionszwang stand Dormand nicht immer auf der Seite der Regierung. So votierte er im Juli 1977 gegen den eine Direktwahl des Europäischen Parlaments vorsehenden Gesetzesentwurf.

### Oppositionsrolle
Als die Labour Party die Unterhauswahlen 1979 verlor, fungierte Dormand zwei Jahre lang als Whip seiner nun in der Opposition befindlichen Partei. Er war ein sehr dynamischer führender Oppositionspolitiker, der besonders lautstark die Auswirkungen der Wirtschaftspolitik der Premierministerin Margaret Thatcher auf die Fertigungsindustrie des nördlichen Landesteiles kritisierte: im Juni 1980 sagte er, dass Thatchers Politik diese Region „martere“, die zu einem „Schauplatz der Verödung“ würde.  Er appellierte ausdrücklich an den Schatzkanzler Sir Geoffrey Howe, den Monetarismus nicht weiterzuverfolgen.

#### Fraktionsvorsitzender der Labour Party als Oppositionspartei
In den 1970er Jahren hatte Dormand das Eindringen politisch linksorientierter Inhalte in die Doktrin der Labour Party bekämpft und war außenpolitisch proamerikanisch und NATO-freundlich gesinnt gewesen, während der linke Parteiflügel damals den USA und der NATO zunehmend ablehnend gegenübergestanden war. Im Oktober 1981 bewarb sich Dormand um den vakanten Posten des Vorsitzenden der Labour-Fraktion und wurde hierbei von der Mitte-rechts gerichteten Manifesto Group der Labour-Abgeordneten unterstützt. Aufgrund der damaligen Stärke der linken Flügel der Constituency Labour Parties (Organisationen von Labour-Mitgliedern, welche die Partei in den jeweiligen Wahlkreisen vor Ort vertreten) hatte die Manifesto Group ihren Apparat zu verbessern gesucht, und Dormand (der vom ehemaligen Premierminister James Callaghan nominiert wurde) schlug seinen Hauptherausforderer, den linken Abgeordneten Ian Mikardo, mit 102 gegen 65 Stimmen, woraufhin sich Mikardo zurückzog. Die anderen drei Kandidaten, Harry Ewing (22 Stimmen), Willie Hamilton (11 Stimmen) und Frank Hooley (11 Stimmen), nahmen sich ebenfalls aus dem Rennen, sodass kein zweiter Wahlgang erforderlich war. Dormand blieb bis zu seinem Ausscheiden aus dem House of Commons im Jahr 1987 Fraktionsvorsitzender.
Dormand hatte die schwierige Aufgabe, seine widerspenstige Fraktion zu einer Zeit, als die Labour Party unbeliebter wurde, zu einen zu suchen. Im November 1982, als sich Gerüchte verdichteten, dass die Mehrheit der Labour-Abgeordneten eine Ablöse ihres Parteichefs Michael Foot wünschte, beharrte Dormand in einem Radiointerview darauf, dass er keinerlei Zweifel habe, dass die überwiegende Majorität Michael Foot derzeit für den richtigen Mann für dieses Amt halte und dass Foot die Partei in die nächsten Unterhauswahlen führen werde. In Reaktion darauf hoben Foots Kritiker Dormands Verwendung des Ausdrucks „derzeit“ hervor.

#### Königsmacher für den Unterhaussprecher
Nach den Unterhauswahlen von 1983 spielte Dormand bei der Wahl Bernard Weatherills zum Sprecher (Speaker) des Unterhauses als dessen Unterstützer eine Schlüsselrolle. Weatherill war in den späten 1970er Jahren oppositioneller Whip gewesen, als Dormand gleichzeitig das Amt eines Whip für die damals regierende Labour Party ausgeübt hatte, doch war Weatherill dann nicht in die Thatcher-Regierung berufen worden. Unter Labours Beifall betonte Dormand, dass Weatherill sein Mann sei und die Wahrung der Rechte der Hinterbänkler garantieren würde. Im Juli 1983 arbeitete er mit seinem konservativen Gegenüber Edward du Cann (Vorsitzender des 1922 Committee) zusammen, um die Zustimmung zu einer größeren als von der Regierung vorgeschlagenen Erhöhung der Abgeordnetengehälter zu erreichen.
Wie die meisten Labour-Parlamentarier war Dormand gegen die Entscheidung von Arthur Scargill, dem Präsidenten der britischen Bergbaugewerkschaft (National Union of Mineworkers), den Bergarbeiterstreik von 1984/85 auszurufen, aber er unterstützte die Kumpel des Durham-Kohlenreviers, als sich Arbeiter seines heimatlichen Easington-Bergwerks und andere dem Streik anschlossen. Er beschuldigte die Premierministerin Margaret Thatcher, ihre Hände in diesem Disput in Unschuld zu waschen wie „Pontius Pilatus“.
Trotz seines Alters blieb Dormand körperlich aktiv. In den 1970er Jahren war er erfolgreich für die Errichtung eines Fitnessstudios im Parlament eingetreten, spielte bis zu seinem 63. Lebensjahr weiterhin Cricket und Rugby und fuhr mit dem Fahrrad vom Unterhaus zu seiner nahe Millbank gelegenen Wohnung. Der damalige Führer der konservativen Mehrheitsfraktion im Unterhaus (Leader of the House of Commons), John Biffen, erzählte, dass Dormand sich stets „ein Leuchttrikot überzog“, bevor er aufbrach.  Zwar verzichtete Dormand 1987 auf das Fahrrad, da er über den dichten Londoner Verkehr beunruhigt war, ging nun aber stattdessen zu Fuß.

### Rolle im House of Lords und Tod
Es wurde erwartet, dass Labour-Chef Neil Kinnock im Fall des Siegs seiner Partei bei den Unterhauswahlen 1987 Dormand den Posten des Chief Whip anbieten würde, doch dieser hielt es aufgrund seines Alters von 67 Jahren für angemessen, sich in den Ruhestand zu verabschieden. Sein Nachfolger John Cummings war der erste Bergarbeiter, der für den Wahlkreis Easington in das Unterhaus einzog.
Als entschiedener Republikaner, der jegliche soziale Privilegien einschließlich erblicher Adelstitel ablehnte, akzeptierte er nur widerstrebend Kinnocks Angebot eines Sitzes im House of Lords; er wurde am 13. Oktober 1987 zum Life Peer mit dem Titel Baron Dormand of Easington, of Easington in the County of Durham erhoben.
Nach seinem Eintritt in das House of Lords ging Dormand aber in seiner neuen Rolle auf und arbeitete in zahlreichen Sonderausschüssen mit, so im Bildungs-, Handels- und Wirtschafts- sowie im Verbindungs- und Verfahrensausschuss. Er wurde auch zum stellvertretenden Vorsitzenden der Teesside Development Corporation ernannt, deren 49 km² entindustrialisierten Landes teilweise in seinem früheren Wahlkreis lag. Diese Gesellschaft wurde später vom Labour-Abgeordneten Ashok Kumar dafür verurteilt, dass sie nur beschränkte sowie häufig inadäquate und fadenscheinige Entwicklungsarbeit geleistet habe.
Zu Dormands Fachgebieten zählten die Filmbranche und der Tourismus. In letzterem Bereich setzte er seine schon im Unterhaus begonnene Tätigkeit als Vorsitzender des parteienübergreifenden parlamentarischen Tourismusausschusses fort, indem er sich um Fremdenverkehrsförderung in bislang übersehenen Teilen des Vereinigten Königreichs bemühte.  Darüber hinaus war er Mitglied des für die Ausschussstruktur des Oberhauses zuständigen Sonderausschusses und Ende 1991 dessen Obmann. Später wurde er der Vertreter der Labour Peers im Schattenkabinett.
Dormand war im christlichen Glauben erzogen worden und hatte diese religiöse Überzeugung zunächst bis ins Erwachsenenalter beibehalten, als er etwa im Pfarrgemeinderat saß. Dass er sich später zum Atheisten entwickelte, erklärte er als Ergebnis eines „jahrelangen reiflichen Nachdenkprozesses“. Im House of Lords brauchte er die Verletzung der Gefühle frommer Wähler nicht mehr zu fürchten und vertrat nun seinen Atheismus freimütiger; so verlangte er im Juli 2000 die Entstaatlichung der Church of England. Er half bei der Gründung einer parteienübergreifenden humanistischen Vereinigung und wurde Vizepräsident der British Humanist Association. Als früherer Lehrer versuchte er in den Schulen die Gleichstellung von Religion und Humanismus durchzusetzen. Nach seinem Tod schrieb Michael Turnbull, der ehemalige Bischof von Durham, in der Times, wie Dormand dieses und weitere Anliegen „unvoreingenommen“ und mit „herzlicher Zuneigung für andere“ verfolgt hatte.
Nach seinem Ausscheiden aus dem Unterhaus lebte Dormand weiterhin in Easington, übersiedelte aber 1991 nach Clipsham in Rutland, um dem Oberhaus näher zu sein. Er bezeichnete diesen Umzug als „traumatisch“, blieb aber im Oberhaus bis zu seinem Tod tätig, ging seinem Interesse an Bildungsfragen nach und zeigte nach wie vor seine Ablehnung der Monarchie. Von insgesamt etwa 20 gegen die Monarchie eingestellten Labour-Peers trat Dormand am entschiedensten gegen diese Staatsform auf und fragte die Regierung im November 2001, „ob sie ein Referendum zur Abschaffung der Monarchie abhalten wird“ (der Lordkanzler antwortete: „Nein, meine Lords“). Außerdem forderte Dormand im März 2003 die Einsetzung eines Sonderausschusses zur Diskussion über die Zukunft der Monarchie.
2001 genas Dormand von einer doppelten Herzbypass-Operation. Im Juli 2003 erhielt er von der Loughborough University das Ehrendoktorat der Literaturwissenschaften verliehen. Zum letzten Mal beteiligte er sich an den Debatten des Oberhauses am 19. November 2003, wobei er kritisierte, dass er für ärmere Familien sehr abschreckend sei, sich zur Finanzierung eines Studiums Geld vom Staat leihen zu müssen. In der folgenden Woche erkannte ihm die University of Sunderland das Ehrendoktorat der Rechtswissenschaften zu. Er ergriff diese Gelegenheit zur Wiederholung seiner Kritik an der Studentenförderung und führte aus, „dass es sehr wichtig ist, dass junge Leute nicht vom Universitätsbesuch abgehalten werden sollten“.
Das war Dormands letzter Besuch in seinem heimatlichen Nordostengland. Vier Tage später ging er in ein Spital in Peterborough und starb am 18. Dezember 2003 im Alter von 84 Jahren. Tony Blair beschrieb ihn als „einen lebenslangen Diener der Labour Party“. Auf die Frage eines Journalisten, welcher Epitaph auf seinem Grab stehen solle, hatte Dormand geantwortet: „Er war ein kluger Bursche“. Ein Pflegeheim in Peterlee ist nach ihm benannt.

## Familie
1963 heiratete Dormand Doris Robinson (geborene Pearson), eine ehemalige Lehrerin, die ihn überlebte. Er hatte einen Stiefsohn und eine Stieftochter aus Doris’ vorheriger Ehe.